# Nevado de Toluca
De Nevado de Toluca (Nahuatl: Xinantécatl) is een uitgedoofde vulkaan in de Mexicaanse deelstaat Mexico. De Nevado de Toluca is 4690 meter hoog en ligt vlak bij de stad Toluca, waarnaar hij genoemd is.
De Nevado de Toluca is de op vier na hoogste berg van Mexico. In de krater, die vrij eenvoudig te bereiken is, bevinden zich twee meren: het Meer van de Zon en het Meer van de Maan.
Een afbeelding van de vulkaan is opgenomen in het wapen van de staat Mexico.

## Galerij

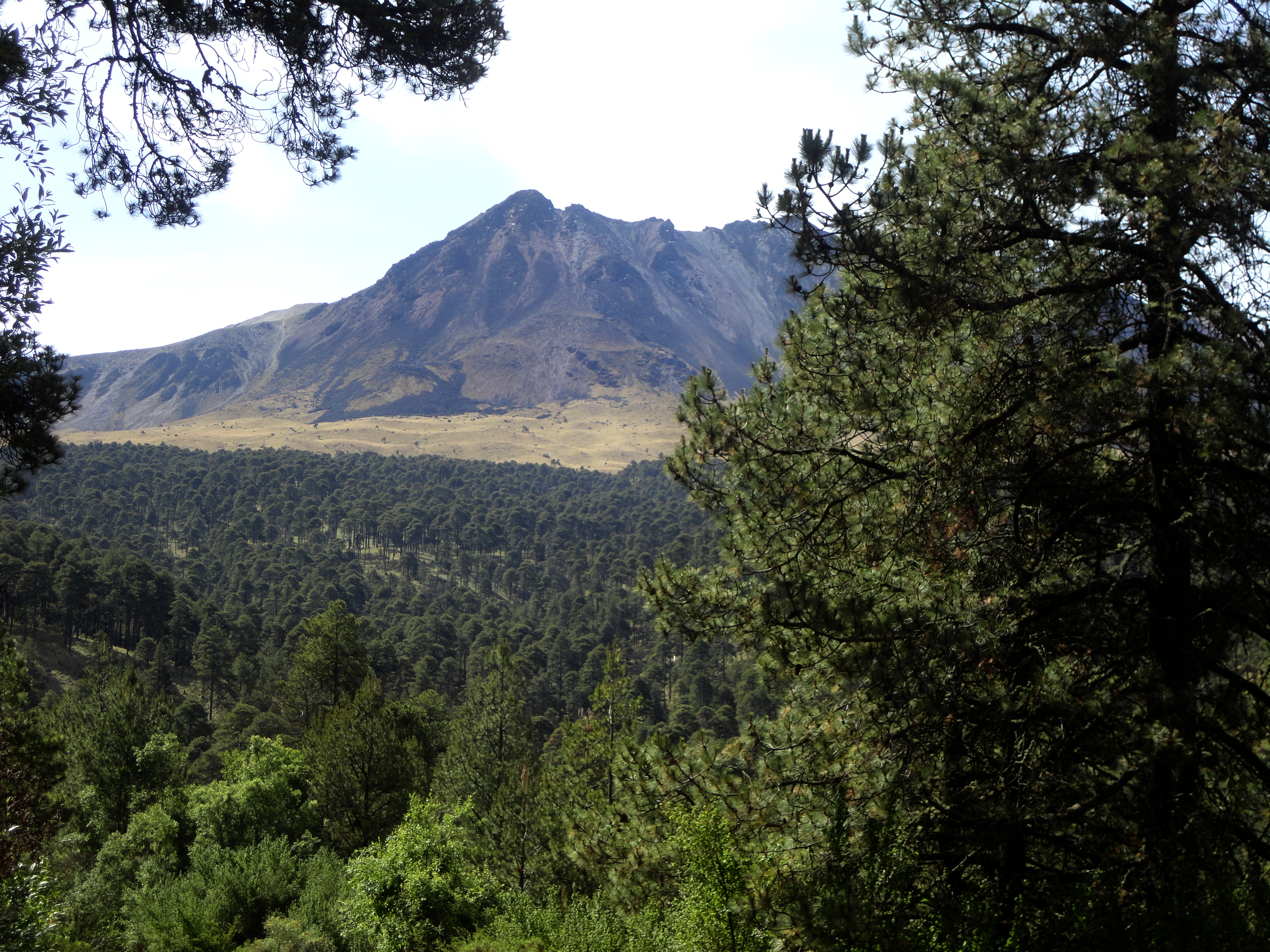
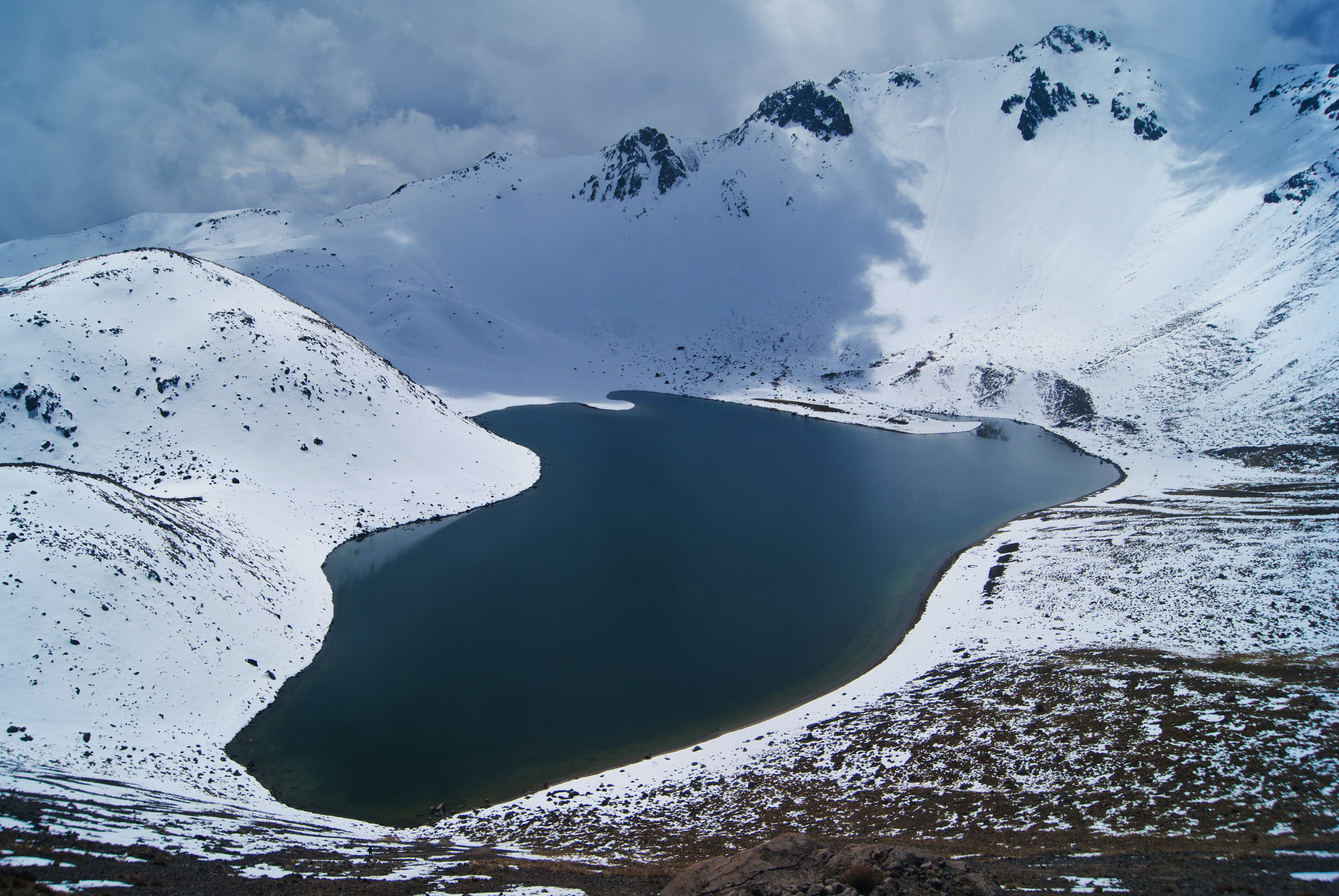
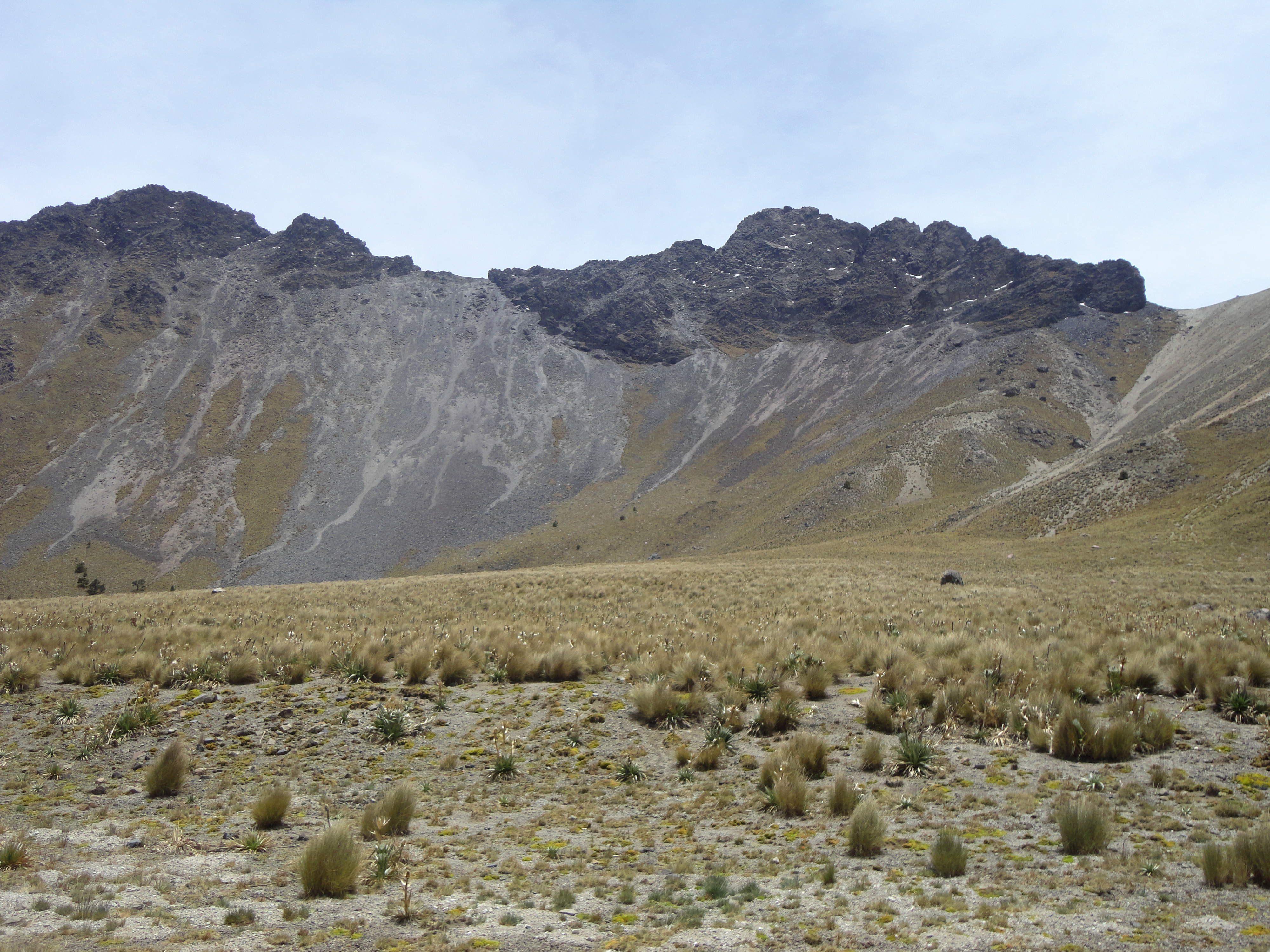
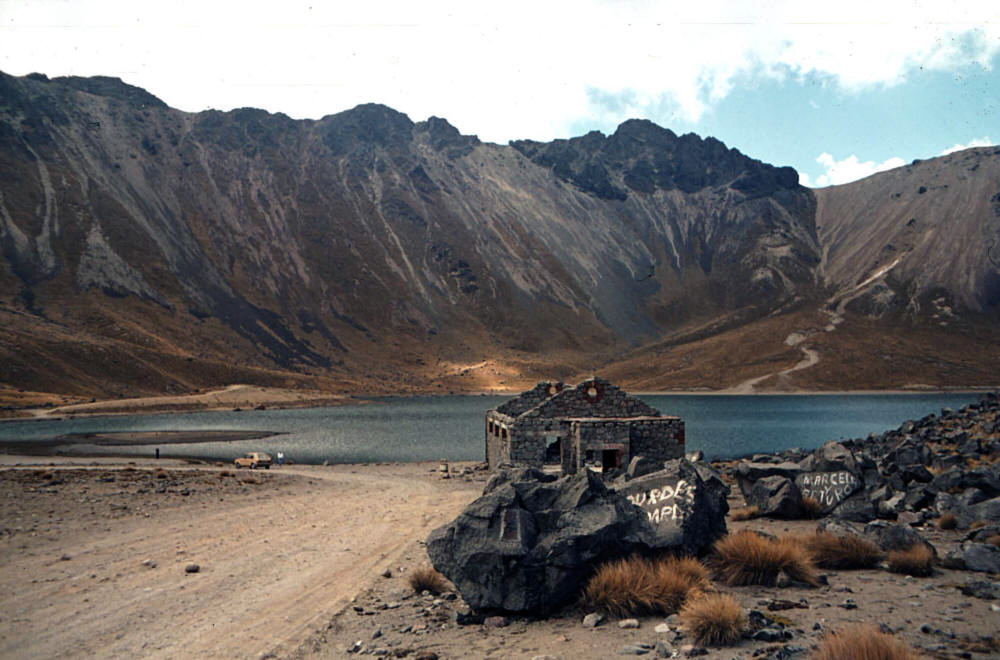
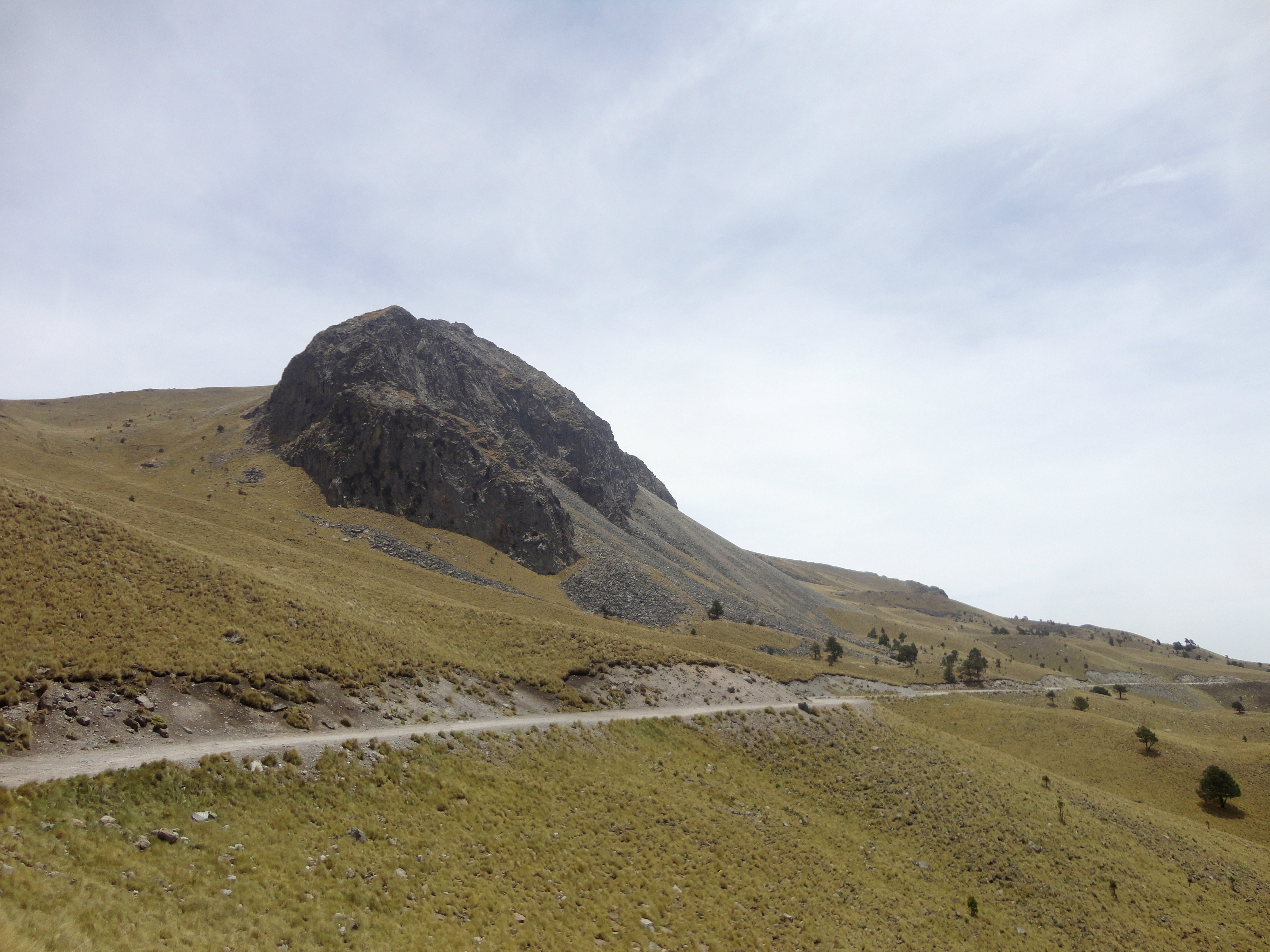